# ヨアヴ・ガラント
ヨアヴ・ガラント（ヘブライ語: יוֹאָב גָּלַנְט、1958年11月8日 - ）は、イスラエルの政治家、元軍人。これまでに建設大臣、移民大臣、教育大臣、国防大臣、クネセト議員を歴任した。

## 来歴
1958年にテルアビブのヤッファでポーランド系のユダヤ移民の元に産まれた。

### イスラエル軍時代
1977年に軍人となり海軍の特殊部隊であるシャイェテット・13に入隊した。1980年代には海軍士官訓練を卒業した後、アラスカに移住し木こりとして生活していたが、1992年に海軍に戻りシャイェテット・13の司令官となった。1993年には陸軍に移りメナシェ地域旅団の指揮官に就任した。2001年には陸軍指揮本部の参謀長に就任し、また2001年には軍事長官となった。ガザ地区等撤退直後の2005年に南部軍の司令官に任命された。任期中の2006年6月にハマスは国境を超えた攻撃を行い、IDFはそれに対し夏の雨作戦を実施し、その後も2008年12月から2009年1月にキャストレッド作戦を行った。これによりガラントおよびイスラエル国防軍はダヒヤ・ドクトリンを行ったとして大きく非難された。
2010年8月に当時の国防大臣であったエフード・バラックによってIDFの第二十代参謀総長への立候補が行われたが、対抗馬のベニー・ガンツのネガティブキャンペーンを計画したとされる偽造文書が報道された。2010年9月に政府は彼を参謀総長へ任命することを決定したが、2011年2月に自宅近くの公有地を押収した疑いなどのスキャンダルにより任命は取り消された。

### 政治家時代
2015年1月にモシェ・カハロン率いる新党クラヌに入党し、3月の第20回イスラエル議会総選挙でクラヌは10議席分の票を得て、ガラントはこの一部として当選しクネセト議員となった。
この選挙の結果により5月に成立した第四次ネタニヤフ政権(第34代政府)で建設大臣を務めた。
2018年12月31日に建設大臣を辞任し、リクードに入党した。翌日に移民大臣に任命された。さらにその翌日にはクネセトを辞職し、クラヌの比例名簿の次点候補に議席を譲った。
2019年4月の第21回クネセト選挙ではリクードは35議席を獲得した。ガラントはこの一部として当選した。誰も過半数の支持を集めることができず、新政権が成立しないまま解散法が可決されて議会はまた解散された。
2019年9月の第22回クネセト選挙ではリクードは32議席を獲得した。ガラントはこの一部として当選した。今回も誰も過半数の指示を集めることができず、期限が来て議会はまた解散された。
2020年3月の第23回クネセト選挙ではリクードが36議席を獲得した。ガラントはこの一部として当選した。新政権の成立のため様々な交渉が行われ、COVID-19に対応するために二大政党のリクードとベニー・ガンツの「青と白」は大連立を組むことを決めた。2020年5月にネタニヤフとガンツの政権(第35代政府)が成立した。ガラントは教育大臣になった。
2020年12月23日までに予算案が可決されず、予算案の可決期限を延長する法案も否決されたため、解散と総選挙が決まった。
2021年3月の第24回クネセト選挙ではリクードが30議席を獲得した。ガラントはこの一部として当選した。6月13日にベネットとラピドの政権(第36代政府)が成立した。これでリクードは野党になった。
2022年11月の第25回クネセト選挙ではリクードが32議席で第一党に、リクードを中心とした右翼ブロックは合わせて64議席で過半数になり、2022年12月に第6次ネタニヤフ内閣(第37代政府)が成立した。ガラントは国防大臣に就任した。
2023年3月25日には政府が計画した司法改革においては反対の声を上げその結果、国家安全保障大臣のイタマル・ベン-グヴィルによって解任要求がなされた。ベングヴィルは「ガラントは右翼の票で当選しているのに、左翼に屈した」と言った。ネタニヤフ首相は司法改革に後ろ向きなガラント氏を解任すると翌26日に発表し、イスラエルの各都市で司法改革に反対する人たちが抗議活動をした。ネタニヤフはガラントをまだ正式には解任しておらず、その後の同年4月10日にネタニヤフ首相は同氏を解任しないと表明した。

### 2023年パレスチナ・イスラエル戦争
2023年10月7日に発生したハマスによるイスラエルへの侵攻を受けて、国防大臣として10月9日にガザ地区を全面包囲と完全封鎖を発表した。また、「私達はבחיות אדם(human animals)と戦っている。それに応じた対処をする」と言った。
2024年5月、戦後のガザ地区の統治計画について、イスラエルが「占領」をするのではなく、ハマスではない、イスラエルに非敵対的な誰か(ハマスを除外したパレスチナ自治政府)による統治を求めて、ネタニヤフと対立した。
2024年5月20日、国際刑事裁判所(ICC)のカリム・カーン主任検察官が、パレスチナ・イスラエル戦争における状況を踏まえ、イスラエルのベンジャミン・ネタニヤフ首相、ハマース幹部のイスマーイール・ハニーヤ政治局長、軍事部門トップのムハンマド・ディヤーブ・イブラーヒーム・アル＝マスリー、通称ムハンマド・デイフ司令官、ガザ地区指導者ヤヒヤ・シンワルと共に、ヨアヴ・ガラントら5人に対して同裁判所に逮捕状を発布するよう請求したことが明らかにされた。
2024年11月5日、対ハマース戦争の進め方に対する見解の相違を理由に、ネタニヤフ首相より国防大臣を解任された。同月21日、ICCはネタニヤフとガラントに対し人道に対する罪と戦争犯罪の容疑で逮捕状を出したと発表した。

## 栄典
|  | レバノンセキュリティ・ゾーン従軍リボン |
|  | 第二次レバノン戦争従軍リボン           |